# Jorrit Croon
Pour les articles homonymes, voir Croon.
Jorrit Croon né le 9 août 1998 à Leiderdorp, est un joueur néerlandais de hockey sur gazon. Il évolue au poste de milieu de terrain au HC Bloemendaal et avec l'équipe nationale néerlandaise.

## Carrière
Après ses grandes performances dans la Hoofdklasse, Croon a été appelé en équipe nationale pour jouer dans les Jeux olympiques d'été de 2016. À l'Euro 2017, où les Pays-Bas ont remporté la médaille d'or, Croon a remporté le prix du joueur du tournoi des moins de 21 ans. 